# Kšenskij
Kšenskij (rusky Кшенский) je sídlo městského typu, správní centrum sovětského okresu v Kurské oblasti v evropské části Ruska. V roce 2021 zde žilo 5 586 obyvatel.

## Historie
Obec byla založena v roce 1894 jako pracovní osada určená k obsluze železniční stanice Kšeň, která byla uvedena do provozu jako součást železnice z Kursku do Voroněže. V roce 1918 byla osada přejmenována na Sovětskij a ve 20. letech 20. století se rozvinula v dopravní, obchodní a řemeslné centrum okresu. V roce 1926 zde žilo 898 obyvatel.
V roce 1928 vznikl sovětský okres a Sovětskij byl jeho správním centrem. V roce 1939 počet obyvatel obce dosáhl 2 tis. lidí.
Za druhé světové války se o osadu bojovalo. Nejdříve zde probíhaly boje od listopadu do prosince 1941. Dne 29. června 1942 byl Sovětskij obsazen německým Wehrmachtem a na konci ledna 1943 byl osvobozen Rudou armádou.
V roce 1958 byla osada povýšena na sídlo městského typu a přejmenována na současný název Kšenskij.

## Ekonomika
V Kšenském funguje několik významných průmyslových podniků. Patří mezi ně cukrovar, silo a mlýnský komplex společnosti Rodnik. Kromě toho se zde nachází naleziště žáruvzdorných jílů, které těží společnost Plast-Impuls. Tyto podniky tvoří základ ekonomiky obce a poskytují pracovní příležitosti pro místní obyvatele.

## Doprava
Obcí Kšenskij prochází železniční trať spojující Kursk a Voroněž. V obci se nachází železniční stanice Kšeň, přes kterou projíždí příměstské vlaky směřující do Voroněže, Kastornoje a Kurska, a také dálkové vlky jako například spoje na trasách Moskva – Anapa nebo Kaliningrad – Adler.
V obci je dobře rozvinutá autobusová doprava. Funguje zde jedna místní autobusová linka, která v hodinových intervalech spojuje ulici Zavodskaja (ves Ivanovka) s autobusovým nádražím Kšeň (centrum). Meziokresní autobusové linky zahrnují spojení Kšenskij – Verchnje Apočki, Kšenskij – Marmyži a další.
Autobusové spoje umožňují také cesty do Kurska, Kastornoje a Lipecka.

## Kultura
V obci Kšenskij má dlouhou tradici vzdělávání a kulturní rozvoj. Dříve zde působily pedagogická kolej a odborné učiliště č. 33, které byly v září 2013 sloučeny do Sovětského sociálně-agrární techniky. Od roku 2007 v obci funguje Sovětská dětská a mládežnická sportovní škola, jejíž sportovci dosáhli významných úspěchů na oblastních soutěžích. 
V Kšenském jsou dvě knihovny, dům pionýrů, dva kulturní domy, tři mateřské školy a dvě základní školy. 
V roce 2015 byl na ulici Internacionalnaja otevřen sportovní komplex FOK, který byl postaven s finanční podporou společnosti Gazprom. V roce 2023 byla v budově bývalé pedagogické koleje otevřena škola umění.
Nachází se zde ústřední okresní nemocnice a soukromá stomatologická ordinace.